# Bannikoppa, Yelbarga
Bannikoppa là một làng thuộc tehsil Yelbarga, huyện Koppal, bang Karnataka, Ấn Độ.